# 柔道煞星
《柔道煞星》（英語：Jiu Jitsu）是一部2020年美國奇幻動作片，由迪米特里·洛戈塞蒂斯執導並與吉姆·麥格拉斯（Jim McGrath）共同編劇，改編自兩人創作的2017年同名漫畫；故事描述一群古代柔術高手將共同對抗威脅地球的外星入侵者。主演包括阿藍·姆斯、法蘭克·葛里洛、陳鈺芸、東尼嘉以及尼可拉斯·凱吉。
該片2020年11月20日在美國以VOD和DVD首映的方式發行。

## 劇情
一群遠古的柔術戰士們每六年就會團聚一次，以共同對抗威脅地球的可怕外星入侵者。

## 演員
- 阿藍·姆斯飾演傑克·巴恩斯（Jake Barnes）
- 法蘭克·葛里洛飾演哈里根（Harrigan）
- 陳鈺芸飾演卡門（Carmen）
- 東尼嘉飾演姜（Keung）
- 尼可拉斯·凱吉[3]飾演懷利（Wylie）
- 瑪麗·艾格洛浦路斯飾演瑪拉（Myra）
- 尹成植飾演沙德上尉（Capt Sand）
- 馬雷斯·克魯普（Marrese Crump）飾演福布斯（Forbes）
- 艾迪·斯蒂普斯（英语：Eddie Steeples）飾演特克斯（Tex）

## 製作
《柔道煞星》改編自迪米特里·洛戈塞蒂斯和吉姆·麥格拉斯（Jim McGrath）創作的2017年同名漫畫，兩人也編寫了改編電影的劇本，由洛戈塞蒂斯擔任導演。2019年3月，尼可拉斯·凱吉和阿藍·姆斯簽約出演。6月，法蘭克·葛里洛、東尼嘉、陳鈺芸、瑪麗·艾格洛浦路斯和尹成植加入演出陣容。主要拍攝於2019年6月在賽普勒斯開始進行。

## 發行
《柔道煞星》由定於2020年11月20日在美國以VOD和DVD首映的方式發行。在其首周末，該片在Apple TV上租借量排名第八，在FandangoNow上排名第九。

## 外部連結
- 互联网电影数据库（IMDb）上《柔道煞星》的资料（英文）